# Sulaimán al-Mustaín
Sulaimán al-Mustaín (en árabe, سليمان المستعين بالله الثاني sulaymān al-musta‘īn bi-llāh al-ṯānī) fue el quinto califa omeya del Califato de Córdoba, en el 1009 y desde el 1013 hasta el 1016.

## Biografía
Era hijo de al-Hákam o Alhákem, a su vez hijo de Sulaimán, uno de los hijos de Abd al-Rahman III. Por tanto, era bisnieto del célebre primer califa.
En su primera época en el poder (1009) apoyado por los bereberes y por el conde castellano Sancho García, se rebeló contra Muhámmad II al-Mahdi y su ejército de veinte mil musulmanes cordobeses al que venció el 1 de noviembre de 1009 en la batalla de Alcolea, y tras entrar en Córdoba los castellanos y mercenarios sometieron la ciudad a saqueo, liberando al depuesto califa Hisham II al que derrocó a los pocos días, cuando adoptó el título de al-Musta‘īn bi-l-Lāh (el que busca el auxilio de Alá).
La huida a la ciudad de Toledo de Muhámmad II le permitió a éste organizar un poderoso ejército de treinta mil esclavos de toda Europa al mando del general Wádih y, con el apoyo de nueve mil soldados catalanes al mando del conde Ramón Borrell, vencer a Sulaimán en mayo de 1010 obligándolo a dejar Córdoba y el trono.
La recuperación del trono por Muhámmad II fue efímera ya que el 23 de julio de 1010 fue depuesto por un concilio de patricios cordobeses en revuelta y, tras morir asesinado, fue restablecido el antiguo califa Hisham II al que él mismo había obligado a abdicar. Hisham II no fue reconocido por Sulaimán quien, refugiado en Algeciras y apoyado por contingentes de las tribus bereberes del otro lado del estrecho, mantuvo una guerra civil hasta que el 9 de mayo de 1013 ocupó la capital cordobesa iniciando, tras hacer asesinar a Hisham II, su definitiva etapa como califa (1013-1016).
Para aplacar a las distintas etnias que dominaban el califato, árabes, bereberes y eslavos, emprendió una política de concesión de cuotas de poder a las principales familias que realmente eran las que dominaban las distintas provincias, quedando el poder real de Sulaimán limitado exclusivamente a Córdoba. Con esta medida, en la que puede verse el germen de los futuros reinos de taifas, Sulaimán no logró el objetivo perseguido ya que en 1016 el gobernador de Ceuta, Alí ben Hamud al-Násir, se puso en marcha contra Córdoba al frente de un poderoso ejército haciendo su entrada en la capital el 1 de julio y, tras ejecutar a Sulaimán, se proclamó califa.
| Predecesor: Muhámmad II al-Mahdi | Califa de Córdoba 1009-1010 en guerra contra Muhámmad II al-Mahdi | Sucesor: Muhámmad II al-Mahdi   |
| Predecesor: Hisham II            | Califa de Córdoba 1013-1016                                       | Sucesor: Alí ben Hamud al-Násir |